# Ana Teresa de Saboya-Carignano
Ana Teresa de Saboya-Carignano, princesa de Soubise, (París, 1 de noviembre de 1717 - París, 5 de abril de 1745) fue una princesa saboyana. Fue la segunda esposa de Carlos de Rohan. También era prima hermana de Luis XV, con el mismo abuelo que Víctor Amadeo II de Saboya.

## Biografía
Hija de Víctor Amadeo I de Saboya-Carignano, nació en el Hôtel de Soissons parisino y fue miembro de la rama cadete de la Casa de Saboya. 
Por parte de madre, era nieta del entonces rey Víctor Amadeo de Sicilia. Su madre era María Victoria Francesca, legítima de Saboya, marquesa de Susa, hija legitimada de Víctor Amadeo II y su maîtresse-en-titre, Jeanne Baptiste d'Albert de Luynes.
Creció en París, donde sus padres huyeron de la corte de Saboya debido a deudas vergonzosamente elevadas. Llegaron a París durante la regencia de Felipe de Orleans (1715-1723), regente del reino en nombre del infante Luis XV.
Su esposo fue Carlos de Rohan, viudo de Anne Marie Louise de La Tour d'Auvergne, nieta de María Ana Mancini. Como jefe de la rama cadete de la Casa de Rohan, Charles ostentaba los títulos de Príncipe de Soubise y Duque de Rohan-Rohan. Fue nombrado Mariscal de Francia en 1758 y sirvió como ministro de Luis XV y Luis XVI. Quedó huérfano a los 9 años y fue un conocido libertino.
La pareja se casó en el antiguo torreón del castillo de Rohan, en la ciudad de Saverne, el 6 de noviembre de 1741. Presidiendo la ceremonia estuvo el hermano del novio, Armand de Rohan, obispo de Estrasburgo. Ana Teresa tenía una hijastra, Carlota de Rohan, futura esposa de Luis José de Borbón, príncipe de Condé, y abuela de Luis Antonio Enrique de Borbón, duque de Enghien, émigré cuya captura y ejecución por orden personal de Napoleón I conmocionaría a Europa en 1804.
Murió al dar a luz en el Hôtel de Soubise. En diciembre de 1745, su esposo viudo se casó de nuevo, esta vez con la landgravina Victoria de Hesse-Rotenburg.